# Famille Berthóty
La famille Bertóthy de Bertóth (bertóthi Bertóthy en hongrois) est une ancienne famille de la noblesse hongroise.

## Origine
La famille Bertóthy est issue du clan Aba qui remonte au Xe siècle. Elle est originaire du comitat de Sáros. Son premier membre est Dávid Berthóthy , ispán, cité dans la seconde partie du XIIIe siècle.

## Principaux membres
- Szaniszló Berthóthy, alispán de Sáros (1504–1524) et capitaine du château de Sáros (1526).
- Márton Berthóthy , alispán (1542) et ambassadeur du comté de Sáros (1547).
- János Bertóthy, alispán de Sáros (1600).
- Gábor Berthóti (fl. 1680), alispán de Szepes, pères des suivants.
  - István Berthóti (hu) († 1709, Érsekújvár), général de brigade kuruc puis vice-généralissime (vicegenerális).
  - Ferenc Berthóti (hu) († 1710, Kassa), sénateur kuruc et général de la Haute-Hongrie sous François II Rákóczi comme vicegenerális.

## Pour approfondir